# Callopistromyia strigula
Callopistromyia strigula är en tvåvingeart som först beskrevs av Friedrich Hermann Loew 1873.  Callopistromyia strigula ingår i släktet Callopistromyia och familjen fläckflugor. Inga underarter finns listade.